# Aplauz, aplauz!
Aplauz, aplauz! – polski talent show prowadzony przez Agnieszkę Woźniak-Starak i emitowany na antenie TVN od 6 września do 8 listopada 2015, oparty na hiszpańskim formacie Levántate.
Po trzech odcinkach program cieszył się oglądalnością na poziomie 2,5 mln widzów. Taki poziom utrzymał się do ostatniego odcinka, co dawało mu drugie miejsce wśród najchętniej oglądanych programów w niedziele.
Program został zdjęty z anteny z powodu wprowadzenia do ramówki TVN programu Azja Express, również prowadzonego przez Agnieszkę Woźniak-Starak.

## Charakterystyka programu
W programie występują duety składające się z dziecka (w wieku 6–17 lat) i rodzica (niekiedy babci czy opiekuna). Podczas występu liczą się owacje na stojąco, do których na koniec odcinka każdy juror przyznaje 50 punktów wybranemu duetowi. Duet z najmniejszą liczbą owacji odpada z programu. Podczas występu członkowie jury są „zamknięci” w tzw. music boksie, aby nie sugerować się opinią publiczności.

## Finaliści
| Miejsce | Dziecko                     | Opiekun                        |
| ------- | --------------------------- | ------------------------------ |
| 1.      | Kinga Gurgul (11 lat)       | Anna Gurgul (37 lat)           |
| 2.      | Patrycja Chmiel (17 lat)    | Małgorzata Boć (34 lata)       |
| 3.      | Jagoda Wypych (8 lat)       | Sebastian Wypych (38 lat)      |
| 4.      | Katarzyna Węglarz (15 lat)  | Beata Bełtowska (41 lat)       |
| 5.      | Katarzyna Posikata (12 lat) | Mirosław Posikata (45 lat)     |
| 5.      | Natalia Walczak (10 lat)    | Grzegorz Walczak (37 lat)      |
| 7.      | Malwina Bihun (17 lat)      | Maciej Ochęduszko (37 lat)     |
| 7.      | Nicole Biegniewska (12 lat) | Kryspin Biegniewski (69 lat)   |
| 9.      | Maksymilian Płonka (10 lat) | Andrzej Górecki (44 lata)      |
| 10.     | Kacper Kita (8 lat)         | Danuta Kita (32 lata)          |
| 11.     | Mateusz Kulczyński (13 lat) | Krzysztof Kulczyński (52 lata) |
| 12.     | Julia Janiszewska (12 lat)  | Janina Stawarska (67 lat)      |
| 13.     | Maria Gałązka (6 lat)       | Jacek Gałązka (49 lat)         |